# ويليام برنارد باري
ويليام برنارد باري (بالإنجليزية: William Bernard Barry)‏ هو محامي وسياسي أمريكي، ولد في 21 يوليو 1902 في مقاطعة مايو في جمهورية أيرلندا، وتوفي في 20 أكتوبر 1946 في نيويورك في الولايات المتحدة بسبب ذات الرئة. حزبياً، نشط في الحزب الديمقراطي. وقد انتخب عضو مجلس النواب الأمريكي.